# Jim Valvano
Jim Valvano, né le 10 mars 1946 dans le Queens - mort le 28 avril 1993 à Durham, est un entraîneur américain de basket-ball universitaire connu pour ses exploits avec le Wolfpack de North Carolina State dans les années 1980 et son combat contre le cancer.
Meneur des Scarlet Knights de Rutgers de 1964 à 1967, il devient entraîneur assistant de l'équipe. Son apprentissage du métier d'entraîneur se poursuit à la tête des Blue Jays de Johns-Hopkins, comme assistant aux Huskies du Connecticut et comme entraîneur principal des Bison de Bucknell. Surnommé Jimmy V, il se révèle au niveau national avec les Gaels d'Iona, université de la banlieue new-yorkaise. Il multiplie les victoires avec une équipe de seconde zone jusqu'à se qualifier pour le tournoi final NCAA.
En mars 1980, Valvano est recruté pour entraîner les Wolfpack de North Carolina State. Trois ans plus tard, il remporte le championnat NCAA en dominant les Cougars de Houston sur le score de 54 à 52 dans une finale mémorable. Jimmy V se qualifie pour les quarts de finale en 1985 et 1986 sans réussir à se qualifier pour le Final Four. Entraîneur de l'année de l'ACC en 1989, il est impliqué dans un scandale mettant en cause les résultats scolaires de ses joueurs. Sanctionnée par la NCAA, l'université souhaite son départ qui devient effectif en avril 1990 après un mois de négociations.
Reconverti commentateur sportif pour les chaînes de télévision ESPN et ABC, Jimmy Valvano est diagnostiqué d'un cancer généralisé en juin 1992. Il n'arrête pas néanmoins d'être présent à la télévision et poursuit jusqu'à sa mort une carrière d'orateur débutée dans les années 1970. Mêlant humour, anecdotes sportifs et lutte contre la maladie, plusieurs de ses discours de motivation restent célèbres. Lauréat du premier Arthur Ashe Courage Award en 1993, il devient un symbole de la lutte contre le cancer. La fondation V poursuit son combat après sa mort.

## Biographie

### Jeunesse
James Thomas Valvano naît le 10 mars 1946 à Corona, quartier résidentiel de la ville de New York situé au cœur de l'arrondissement du Queens,. Il grandit à Long Island dans la communauté italienne et dans une famille passionnée de basket-ball. Son père Rocco est un ancien joueur semi-professionnel qui a arrêté sa carrière à la suite d'un accident de voiture. Devenu entraîneur en high school, comme l'un de ses frères, et arbitre, Rocky, comme il est surnommé est dans la région new-yorkaise où sa renommée est importante, entraîne ses fils comme n'importe quel autre enfant,,. Entraîné par son père au basket-ball, Jim Valvano montre des qualités athlétiques ailleurs jusqu'à devenir une jeune vedette locale du comté de Nassau dans trois sports au Seaford High. Talentueux tireur, son père l'incite à prendre plus de tirs et aux autres joueurs de lui laisser plus de responsabilités lors des rencontres aux scores serrés.

### Carrière de joueur
En 1964, Jim Valvano s'engage pour les Scarlet Knights de Rutgers sans bourse sportive. Meneur, il s'impose dans l'équipe jusqu'à en devenir un acteur majeur. Il marque jusqu'à 38 points lors d'une rencontre dans laquelle son coéquipier Bob Lloyd est absent pour cause de blessure. Le reste du temps, son principal rôle est de servir Llod, talentueux tireur. Défenseur vaillant, il lui arrive d'avoir des mauvais jours, laisser ses adversaires Wes Bialosuknia des Huskies du Connecticut et Jimmy Walker des Friars de Providence marquer respectivement 51 et 58 points contre lui. Sa dernière saison à Rutgers est une réussite. L'équipe termine avec un bilan de vingt-deux victoires pour six défaites et troisième du National Invitation Tournament. Valvano s'illustre individuellement et est désigné dans la meilleure équipe du tournoi,. En demi-finale, il marque seize points en première mi-temps — vingt-quatre à la fin — dans la défaite 79 à 70 des Rutgers contre les Salukis de Southern Illinois de Walt Frazier. Il joue à plusieurs reprises au Madison Square Garden.
Valvano laisse sa marque autant sur les parquets qu'en dehors, s'engageant dans quatre fraternités en même temps et multipliant les gags au fond du bus. Étudiant en littérature anglaise, il potasse Freud et pense à devenir professeur en high school comme son père.

### Carrière d'entraîneur

#### Débuts et apprentissage (1967-1975)
En avril 1967, Jim Valvano, ancien co-capitaine de l'équipe universitaire des Scarlet Knights de Rutgers, devient entraîneur assistant de l'équipe, s'occupant des débutants. Après une saison comme entraîneur assistant pour Rutgers, Valvano devient entraîneur des Blue Jays de Johns-Hopkins, une école connue pour son niveau académique élevé, à l'âge de 22 ans,. En 1969, il entraîne l'équipe de Johns-Hopkins à un bilan de dix victoires et neuf défaites, la première saison positive des Blue Jays en 24 saisons,. Il passe ensuite deux saisons comme entraîneur assistant des Huskies du Connecticut puis trois comme entraîneur principal des Bison de Bucknell d'où il part avec un bilan équilibré de trente-deux victoires et trente-deux défaites. Il lance sur le campus sa propre émission de radio qu'il commence avec la bande-son du film Le Parrain.

#### Gaels d'Iona (1975-1980)
En 1975, les Gaels d'Iona recrutent l'entraîneur new-yorkais qui retourne aux sources. Située à New Rochelle, en banlieue de New York, l'université catholique cherchent à redorer son image pour recruter des étudiants face à l'importante concurrence d'autres universités catholiques dans la région. L'équipe sort d'une saison avec quatre victoires et dix-neuf défaites et n'a connu qu'une seule année au bilan positif en dix ans,,.
Jim Valvano s'épanouit à Iona et commence à diversifier ses activités avec des apparitions publiques, des camps d'entraînements, des discours publics. Il y est plus proche de ses joueurs que jamais et se retrouve dans leurs origines sociales.
Dès sa première saison, il améliore les résultats de l'équipe sans avoir beaucoup de temps pour recruter de nouveaux joueurs. Saison après saison, il améliore l'effectif des Gaels par un recrutement agressif en vantant les avantages de vivre à proximité de New York. Après une deuxième année conclue avec quinze succès et dix revers, l'entraîneur d'origine italienne a un nouveau argument, la possibilité de jouer le tournoi final NCAA. Valvano retourne à Long Island pour recruter deux des meilleurs joueurs de la région, Kevin Vesey et Jeff Ruland,,.
Son équipe et lui commencent la saison 1977 par sept victoires et une défaite avant d'affronter les Wildcats du Kentucky. Cette série inclut notamment une belle victoire contre les Tigers d'Auburn sur le score de 105 à 82. Les Gaels terminent la saison avec dix-sept victoires et dix défaites,.
Les cinq joueurs titulaires sont de retour pour la saison 1978 auquel il ajoute et recrute plusieurs joueurs talentueux, marqueurs de points, comme Alex Middletown, Tony Iati, Steve Driscoll ou encore Brian Vickers. Avant le début de la saison, l'équipe de Valvano est classée par tous les sondages dans les vingt-cinq meilleures du pays. Les premiers matchs de l'année sont difficiles, Jeff Ruland se blesse à la cheville dans une défaite au Madison Square Garden. Face au manque d'effort à l'entraînement, Valvano réveille son équipe en leur demandant d'attraper la balle avec plus d'intensité. Avec un budget de recrutement de seulement 7 500 $, Valvano est aux portes du tournoi national dont les perdants du premier tour sont récompenses de plus de 40 000 $. En mars 1979, Jim Valvano emmène les Gaels d'Iona à leur première apparition dans le tournoi final de la NCAA en concluant la saison régulière avec une série de neuf succès consécutifs, et dix-sept victoires sur les dix-huit dernières rencontres. Cet accomplissement est historique pour le jeune entraîneur de 32 ans. À la veille de son entrée dans le tournoi, il confirme qu'il reste à l'université d'Iona et qu'il refuse l'offre qu'il lui a été faite par les Friars de Providence. Son équipe s'incline finalement dès le premier tour contre les Quakers de Penn d'une marge de quatre points,.
L'entraîneur confirme l'année suivante avec un bilan de vingt-neuf victoires pour seulement cinq défaites et une élimination au deuxième tour du tournoi face aux Hoyas de Georgetown. Le 21 janvier 1980, dans une rencontre organisée au Madison Square Garden, Valvano prouve ses talents en battant les Cardinals de Louisville sur le score de 77 à 60, portés par une attaque construite autour de l'imposant pivot Jeff Ruland.
Ces performances et son bilan de 94 victoires pour 47 défaites pour Iona lui permettent d'être courtisé et d'obtenir l'emploi d'entraîneur des Wolfpack de North Carolina State en mars 1980, alors l'une des meilleures équipes universitaires du pays,. Quelques jours après son départ pour North Carolina State, Jeff Ruland révèle qu'il a eu un agent pendant toute la précédente saison, validant les spéculations, violant son statut de joueur amateur.

#### Wolfpack de North Carolina State

##### Premières déceptions (1980-1982)
Les Wolfpack de North Carolina State souhaitent recruter Morgan Wootten (en) pour remplacer leur entraîneur historique Norm Sloan (en) mais celui-ci refuse. Ils optent finalement pour le jeune et prometteur Jim Valvano après leur avoir déclaré pouvoir gagner un titre avec l'équipe. Introduit comme entraîneur principal de North Carolina State lors d'une conférence de presse le 27 mars 1980, le new-yorkais fait preuve de tout son humour en déclarent avoir demandé et signé un contrat de plusieurs semaines.
Dès sa première réunion avec les joueurs, Valvano leur annonce qu'il rêve de devenir champion universitaire. Les résultats ne sont pas à la hauteur des attentes et il conclut sa première saison avec un bilan de quatorze victoires et treize défaites. De retour au Madison Square Garden en janvier 1981, il se fait copieusement hué par la foule de supporteurs new-yorkais. Son bilan s'améliore nettement en 1982 avec vingt-deux victoires pour dix défaites. Malgré ses résultats mitigés, l'entraîneur est l'un des plus populaires et appréciés de l'État. Il voyage à travers la Caroline du Nord pour réaliser des discours et des camps d'entraînement. En plus de l'habituelle émission télévisée, Valvano reçoit les appels d'auditeurs lors d'un programme diffusé par une trentaine de radios et a une émission de cinq minutes intitulée Valvano Viewpoints sur un réseau de soixante-douze radios. Les revenus de ses activités annexes sont supérieurs à celui d'entraîneur.

##### Champion universitaire (1983)
Après la blessure au pied de Dereck Whittenburg (en), meilleur marqueur de l'équipe, Valvano et ses joueurs enchaînent les défaites et sont en difficulté. En fin de contrat, il demande plus de sécurité auprès de l'université qui lui offre un nouveau contrat de dix ans.
Au premier tour du tournoi NCAA, les Wolfpack de North Carolina State sont opposés aux Waves de Pepperdine. Menée de six points avant la dernière minute de la prolongation, l'équipe de Jimmy Valvano effectue un inattendu retour sans panier à trois points ni horloge limitant la durée d'une possession. Elle égalise pour obtenir une nouvelle prolongation qu'elle remporte 69 à 67. Au deuxième tour, Jim Valvano et son équipe se retrouvent à nouveau largement menés au score avec douze points de retard à onze minutes du terme de la partie contre les Rebels d'UNLV. Invectivé dans la presse par son adversaire, Thurl Bailey domine la deuxième partie du match pour offrir la victoire à State sur le score de 71 à 70.
Après une victoire aisée contre les Utes de l'Utah, North Carolina State retrouve la tête de série no 1, les Cavaliers de la Virginie emmenés par le double meilleur joueur universitaire de l'année Ralph Sampson, un pivot de 2,24 m. De nouveau menés de sept points à sept minutes de la fin, l'équipe de Valvano revient à égalité à une minute de la fin. Alors que les Cavaliers gardent la balle pour avoir le dernier tir, Jim Valvano demande à son équipe de faire une faute pour récupérer la balle. La rencontre se joue sur la ligne des lancers francs et NC State l'emporte 63 à 62, se qualifiant pour le Final Four.
En finale, les Wolfpack de North Carolina State sont opposés aux Cougars de Houston d'Hakeem Olajuwon et Clyde Drexler qui sont favoris par une marge de sept points. À la veille de la finale, Valvano prédit : « Nous devons contrôler le match et nous mettre dans une situation de gagner la rencontre. À la fin de la partie, nous voulons une chance de gagner le match. Si le score est 100 à quelque chose, nous ne gagnerons pas la partie mais si c'est dans les 50... »,. Ses joueurs réalisent une performance presque parfaite pour dominer leurs adversaires. Le plan de jeu offensif de Valvano est de prendre rapidement une avance au score et de ralentir le rythme du match. Défensivement, il souhaite que son équipe empêche d'écraser la ballon dans le cerceau en jouant en dessous. Dans les dernières minutes de la rencontre, il choisit de multiplier les fautes pour envoyer ses adversaires sur la ligne des lancers francs. Cette tactique paie et permet à son équipe de l'emporter sur le score de 54 à 52,. Après le coup de sifflet final, il traverse le terrain en courant pour enlacer ses joueurs.
L'équipe championne est invitée la semaine suivante à la Maison-Blanche mais la NCAA interdit à l'université de payer pour les joueurs le déplacement à Washington. Valvano fait le déplacement seul pour rencontrer Ronald Reagan, avec qui il s'entend si bien qu'il est réinvité deux semaines plus tard par le président.

##### Lendemains de titre difficile (1984-1988)
Champion en titre, Valvano voit quitter son équipe des membres clefs de son succès, Thurl Bailey est sélectionné en septième position par le Jazz de l'Utah lors de la draft 1983 de la NFL, Sidney Lowe est choisi au deuxième tour par les Bulls de Chicago et Dereck Whittenburg (en) au troisième tour par les Suns de Phoenix. Sans son meilleur rebondeur, son meilleur passeur et son meilleur passeur, Valvano termine la saison avec un bilan de dix-neuf victoires pour treize défaites et n'est pas invité par la NCAA pour jouer le tournoi final. Valvano regrette que le champion en titre ne soit pas automatiquement qualifié dans la phase finale à 48 équipes. Il se console cependant par le recrutement d'un des joueurs les plus convoités, le pivot Chris Washburn.
Le 1er juillet 1986, Valvano est nommé directeur sportif de l'université de North Carolina State.

##### Scandale du livrePersonal Fouls(1989-1990)
En janvier 1989, la presse a écho d'un brouillon de livre en écriture accusant Jim Valvano et son programme de basket-ball de corruption, de pot-de-vin aux joueurs, d'avoir couvert des contrôles antidopage positifs et de changer les notes scolaires des joueurs pour qu'ils puissent continuer à jouer au basket-ball. L'une des principales sources de l'ouvrage est le témoignage de l'ancien joueur de Valvano, John A. Simonds Jr, viré par l'entraîneur en décembre 1987 en l'accusant d'avoir provoqué le transfert de Walker Lambiotte dans une autre université.
Ces révélations entraînent une enquête et créent un scandale d'ampleur. Elles soulèvent également la faiblesse des résultats scolaires des joueurs de l'équipe de basket-ball. La NCAA sanctionne l'université de tournoi final 1990. D'abord enclin à démissionner, Jim Valvano se rétracte lorsqu'il note que son contrat stipule que celui qui met fin au contrat doit payer une clause de 500 000 $,. Les avocats de l'université menacent Valvano de poursuites judiciaires en invoquant la clause indiquant que l'entraîneur doit encourager les étudiants à faire des progrès académiques. L'entraîneur propose d'abandonner son contrat et de prolonger d'une saison pour un dollar symbolique afin de garder son emploi.
L'université souhaite le voir partir et entame des négociations début mars. Début avril, les deux parties trouvent un accord qui paie Jim Valvano près de 600 000 $.

### Autres activités

#### Commentateur sportif et lutte contre le cancer
En 1990, Jim Valvano se convertit en tant que commentateur sportif pour les chaînes télévisées ESPN et ABC. Il signe un contrat de trois ans pour un montant de 900 000 $ avec ABC qui l'associe avec Brent Musberger.
Au printemps 1992, Valvano remporte une récompense ACE dans sa nouvelle carrière et signe une prolongation de contrat avec les deux chaînes télévisées après avoir refusé une offre des Shockers de Wichita State pour redevenir entraîneur. Ce nouveau métier lui permet d'avoir du temps pour de longs dîners avec sa femme, de partager plus de temps avec ses trois filles. Alors qu'il doit travailler au bord du terrain à Barcelone lors d'une rencontre de World League of American Football, il commence sa journée par un parcours de golf lors duquel il ressent une douleur aux testicules. Après des examens médicaux approfondis, il lui est diagnostiqué un cancer. En juin 1992, sa maladie est annoncée publiquement par ESPN, confirmée par son agent et reprise par les principaux médias américains.
Dans les mois qui suivent, l'ancien entraîneur subit de nombreuses séances de chimiothérapie au centre d'oncologie de Duke. Contre toute attente, ses cheveux résistent au traitement. Alors que la maladie lui fait perdre 15 kg et l'affaiblit fortement, il poursuit son travail de commentateur, se tordant constamment sur sa chaise pour trouver une position lui permettant de supporter la douleur de sa maladie,.
En 1993, Jim Valvano reçoit le premier Arthur Ashe Courage Award lors de la première cérémonie des ESPY Awards. Créée par ESPN, la cérémonie se tient au Madison Square Garden. Valvano accepte la récompense avec un historique discours de dix minutes dans lequel il annonce la création de la The V Foundation.

#### Carrière d'orateur
Lorsqu'il arrive aux Wolfpack de North Carolina State en 1980, Jim Valvano est payé 100 $ pour intervenir comme orateur. Ses tarifs augmentent lorsqu'il connaît le succès avec l'université, notamment après son titre universitaire en 1983 pour s'élever à plus de 1 000 $.
Le 4 mars 1993, au Paramount Theater du Madison Square Garden, à New York, Jim Valvano réalise lors des ESPY Awards l'un des meilleurs discours de sa carrière d'orateur. La veille pourtant, il ne souhaite pas se déplacer à New York pour l'occasion. Dick Vitale insiste pour qu'il fasse le déplacement à la cérémonie, ce que Valvano fait en compagnie de Mike Krzyzewski. Affaibli par la maladie, l'ancien entraîneur arrive dans la salle en fauteuil roulant et est gêné par des vomissements. Au moment de la remise du premier Arthur Ashe Courage Award, il est accueilli sur la scène par son collège commentateur et ami Dick Vitale par une chaleureuse accolade. Après avoir reçu son prix, Valvano commence un discours d'une dizaine de minutes dans lequel il annonce la création de la The V Foundation et de son slogan « Ne renoncez pas; Ne renoncez jamais ». Il conclut en parlant ouvertement de sa maladie : « Le cancer peut me prendre toutes mes capacités physiques. Il ne peut pas toucher mon esprit, il ne peut pas toucher mon cœur et il ne peut pas toucher mon âme. Et ces trois choses vont continuer pour toujours ».
Au lendemain de ce discours, il reçoit de nombreux appels et messages mais faible, il ne prend qu'un seul coup de fil, celui du Président des États-Unis Bill Clinton. En 2014, plus de deux décennies après ce discours, le journaliste Gus Turner du magazine Complex le classe pour le meilleur discours de motivation de l'histoire du sport.

### Mort
L'entraîneur de Duke Mike Krzyzewski lui rend visite presque quotidiennement, partageant ses efforts pour combattre son cancer par sa passion et espérant mettre la pression sur le gouvernement pour qu'il fasse la guerre contre cette maladie. Il meurt le 28 avril 1993 au centre médical universitaire de Duke, aux côtés de sa femme Pam et de ses trois filles Nicolas, Jamie et Lee Ann.
Une première cérémonie est organisée le 29 avril en Caroline du Nord dans l'église catholique d'Apex. Une seconde se tient à la cathédrale Saint-Patrick de New York le 5 mai. P.J. Carlesimo, Rick Pitino et Mike Krzyzewski font partie de l'audience rendant hommage à l'ancien entraîneur universitaire à travers témoignages et passage de l'Évangile selon Matthieu.

## Personnalité
Pour sa mère Angelina, Jim Valvano « ne s'est jamais réveillé malheureux »,. Plein d'humour et de bons mots, son colocataire à l'université Rutgers, Bob Lloyd, dit que ses deux années à ses côtés était comme « vivre avec Henny Youngman ». Quelques jours après une défaite contre les Tar Heels de la Caroline du Nord en 1980, Jim Valvano déclare dans une conférence de presse : « Ce type m'a écrit que si nous perdons un match de plus contre la Caroline du Nord, il va venir chez moi et tuer mon chien. Je lui ai répondu que je le remerciais de son intérêt mais que je n'avais pas de chien. Quelques jours plus tard, le gars m'a envoyé un chien »,,.
Pour s'attacher les meilleurs joueurs possibles, le new-yorkais a fermé les yeux sur le niveau scolaire de certaines jeunes recrues, ce qui lui a valu polémiques et mis fin à sa carrière sur les bancs d'équipes universitaires.

## Postérité

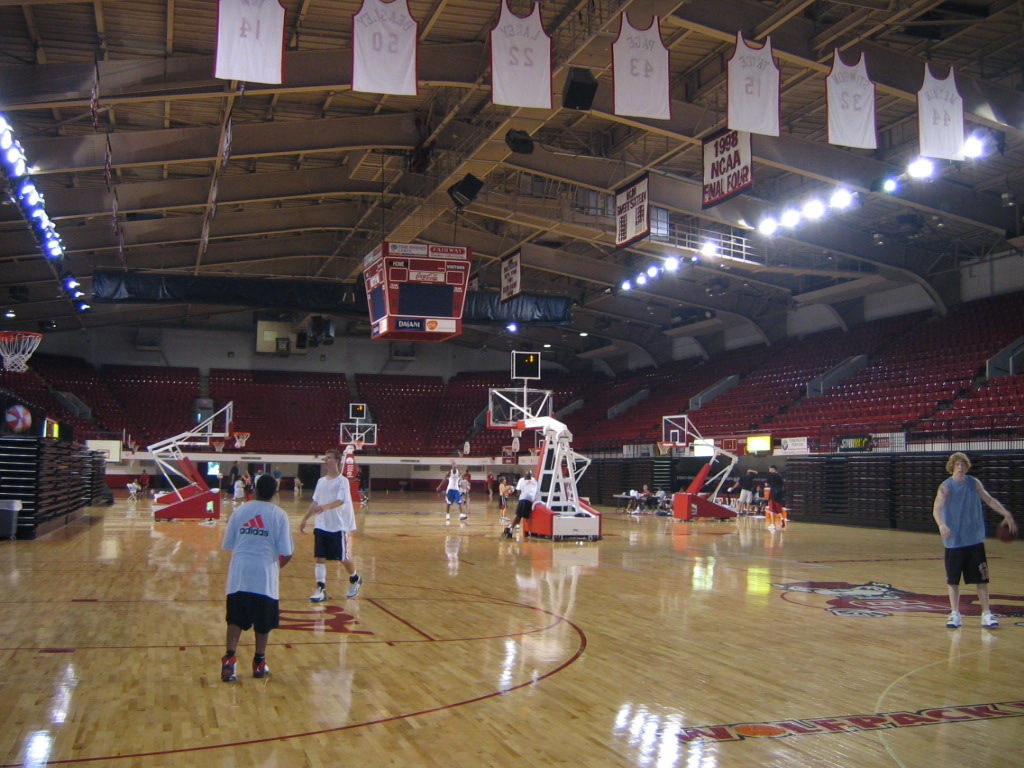
L'intérieur de la salle du Reynolds Coliseum en 2006.

Soutenue par ESPN dès sa création en 1993, la V Foundation for Cancer Research lève plus de 200 millions de dollars en deux décennies,. La fondation créé en décembre 2007 une course à pied afin de lever de nouveaux fonds au nom de Kay Yow, entraîneur féminine des Wolfpack. En 2014, la fondation est évaluée comme une organisation caritative de qualité par Charity Navigator.
En 2007, ESPN créé le Jimmy V Award (en) pour récompenser des acteurs du monde du sport qui ont traversé des épreuves grâce à leur courage et de la persévérance. Les lauréats incluent Kevin Everett (en), George Karl, Eric LeGrand (en), Stuart Scott (en), Craig Sager ou encore Jim Kelly.
En avril 2017, les Scarlet Knights de Rutgers décident de lui rendre hommage en plaçant son nom au milieu du terrain.
En 2018, les supporteurs des Wolfpack de North Carolina State lèvent cinq millions de dollars de fonds afin que l'ancienne salle de basket-ball du Reynolds Coliseum soit renommée « James. T. Valvano Arena ». Ces fonds sont utilisés par l'université pour la rénovation du complexe sportif.

### Citations originales
1. ↑  (en) « We've got to control the game and put ourselves in position to win the game. Going down the stretch, we want to have a chance to win the game. If the score is 100-to-something, we're not going to win the game, but if it's in the 50's .... »[24].
2. ↑  (en) « Don't Give Up; Don't Ever Give Up! »[39].
3. ↑  (en) « Cancer can take away all my physical abilities. It cannot touch my mind, it cannot touch my heart and it cannot touch my soul. And those three things are going to carry on forever »[39].
4. ↑  (en) « never woke up unhappy »[5].
5. ↑  (en) « This fellow wrote me that if we lose one more game to North Carolina, he's going to come up and shoot my dog. I wrote him back that I appreciated his interest, but I didn't have a dog. A couple days later, the guy sends me a dog »[29].

### Vidéographie
- (en) [vidéo] Never Give Up: The Jimmy V Story, téléfilm réalisé par Daniel H. Blatt, diffusé sur CBS en avril 1996.
- (en) [vidéo] Survive and Advance, documentaire réalisé par Jonathan Hock, épisode 7 du volume II de la série 30 for 30, mars 2013.